# Itatinga

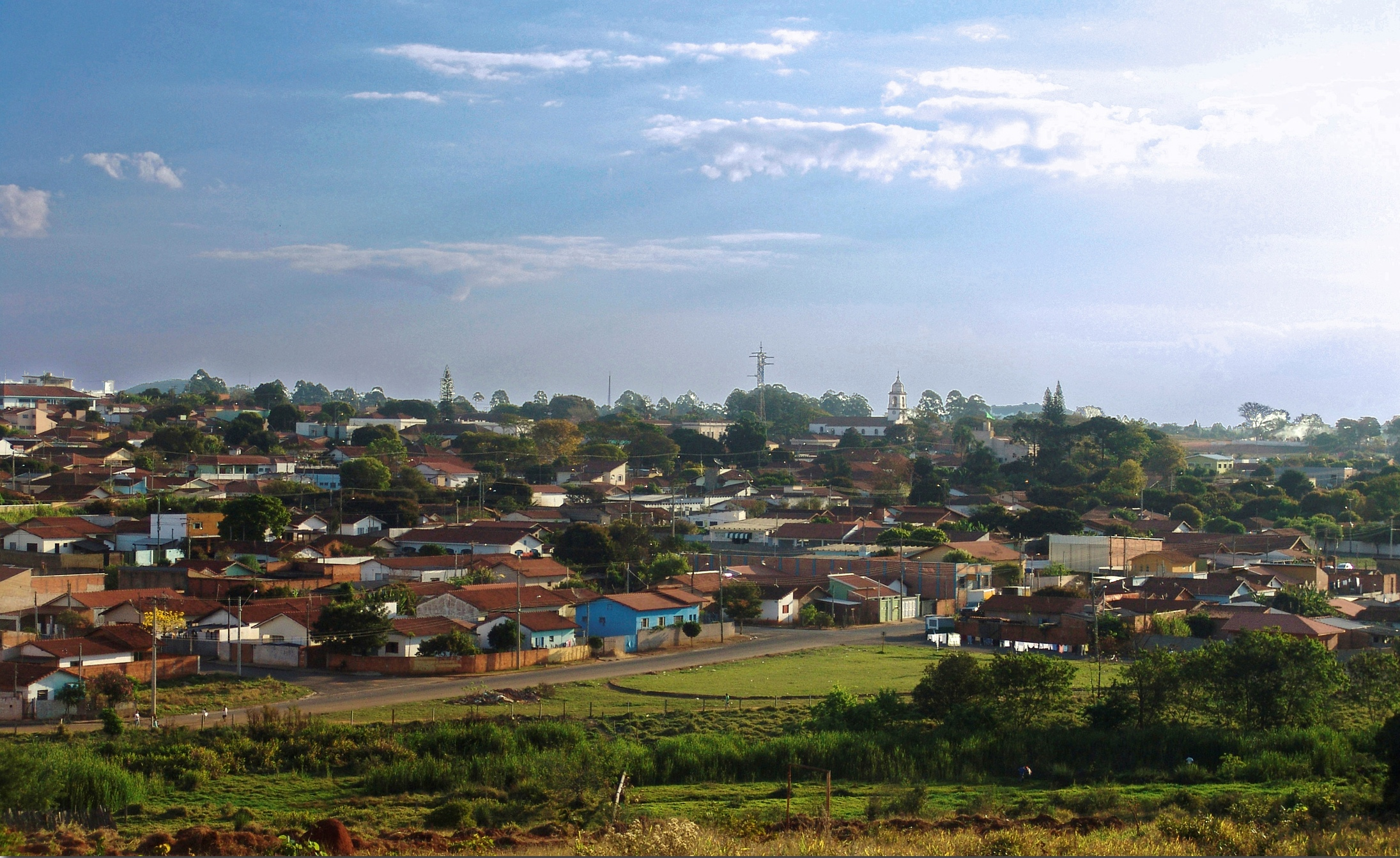
Blick über Itatinga

Itatinga, amtlich portugiesisch Município de Itatinga, ist eine Kleinstadt in São Paulo, Brasilien. Im Jahr 2010 lebten hier 18.052 Einwohner. Zur Stadtgemeinde gehören die Kernstadt Itatinga, bis 1938 São João de Itatinga, und das Dorf Lôbo.

## Geografie

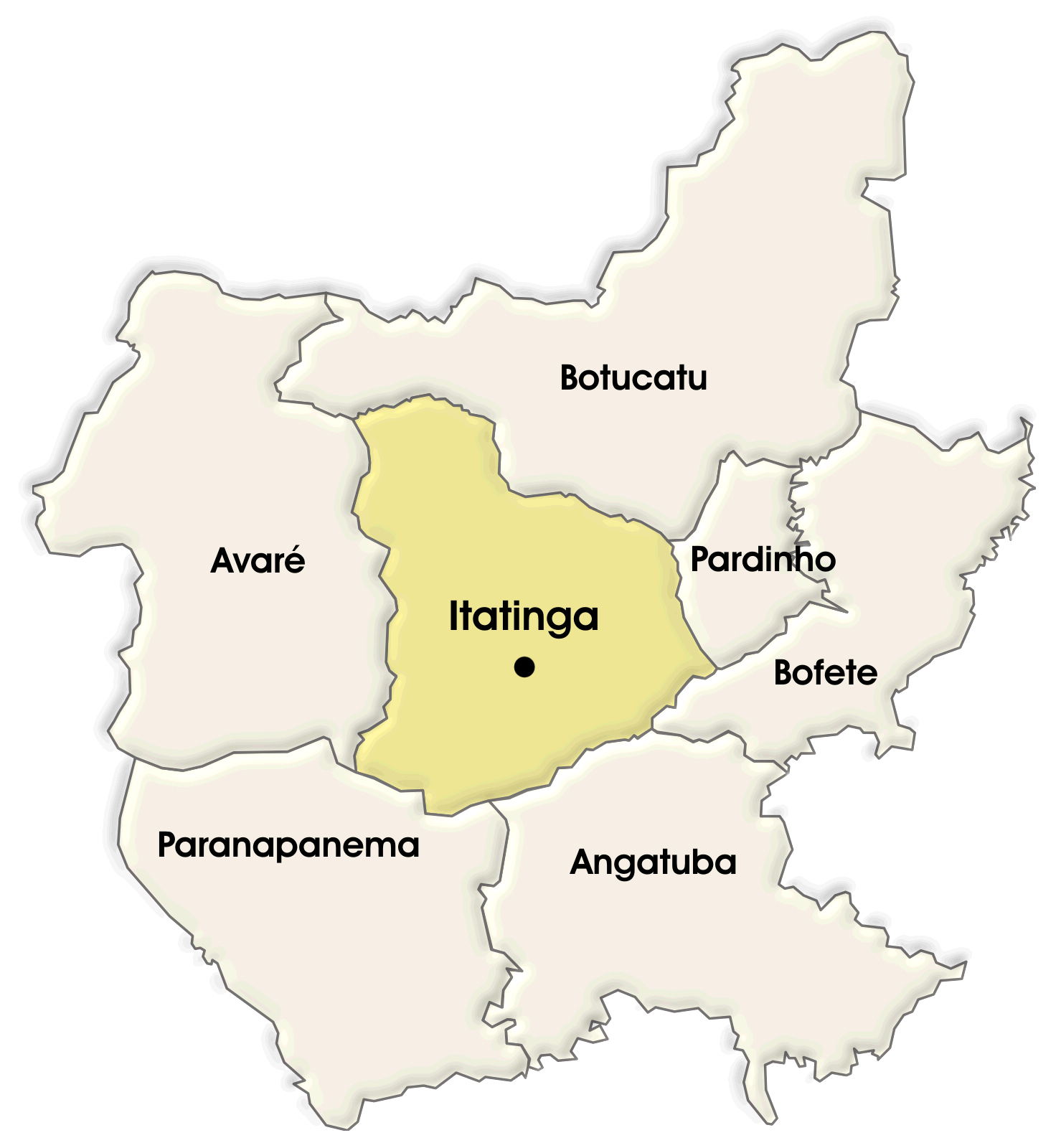
Itatinga und Nachbargemeinden

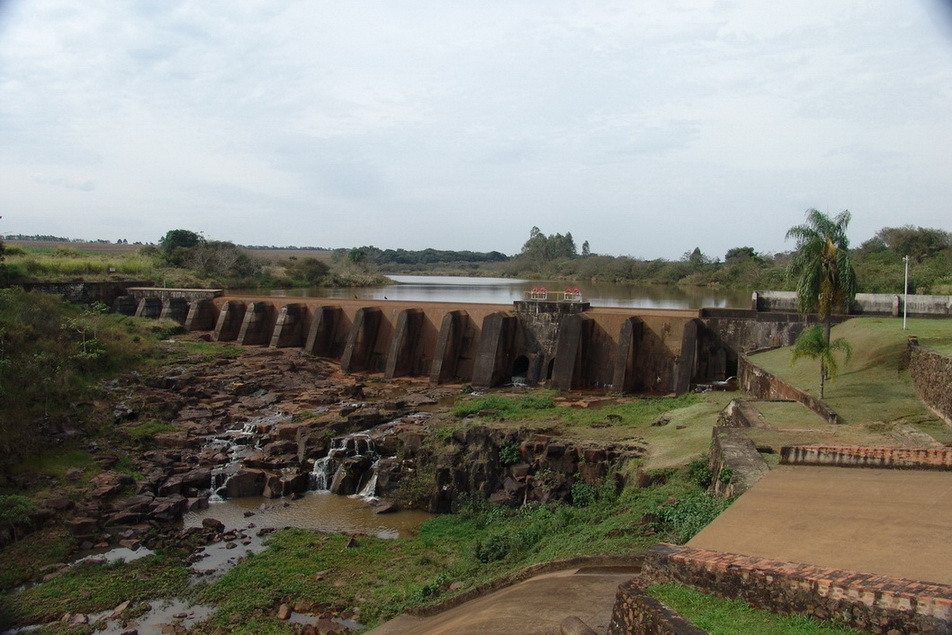
Der Staudamm des Rio Prado bei Lôbo

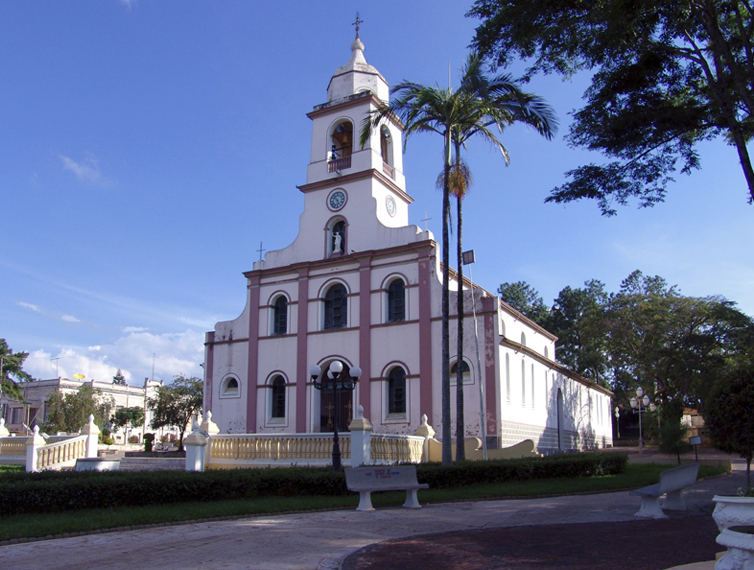
Die Mutterkirche im Stadtzentrum

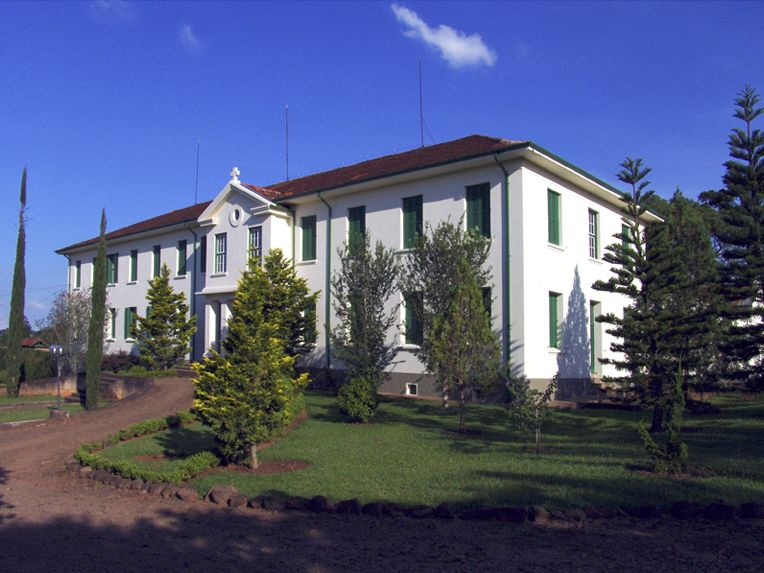
Das Kloster Maria-Himmelfahrt

Die Stadtgemeinde liegt etwa 220 km westlich vom Zentrum der Landeshauptstadt São Paulo. Ihre Nachbargemeinden im Uhrzeigersinn von Norden sind Botucatu, Pardinho, Bofete, Angatuba, Paranapanema und Avaré.
Das Gemeindegebiet von Itatinga ist rund 980 km² groß. Das Ortszentrum liegt auf einer Höhe von ca. 845 Meter. An ihrem südlichen Rand befindet sich der Jurumirim-Stausee (Represa de Jurumirim). Bei dem Dorf Lôbo befindet sich ein Staudamm, der den Rio Pardo zur Elektrizitätserzeugung aufstaut. Daneben gibt es noch weitere kleinere Flüsse.
Das milde und trockene Klima ist subtropisch, mit einer mittleren Jahrestemperatur von 19,2 °C.

## Geschichte
Der Ortsname leitet sich aus der Tupí-Guaraní-Sprache ab und bedeutet Weißer Stein. Er bezieht sich auf ein Naturdenkmal östlich der Kernstadt.
Das Dorf Lôbo wurde 1875 angelegt. Die Gründung der heutigen Kernstadt erfolgte 1884 als São João de Itatinga, zusammen mit der Errichtung einer Kapelle des heiligen Johannes des Täufers. Die Gemeinde erreichte ihre Selbstständigkeit von der Nachbargemeinde Avaré am 24. Juli 1896. Der Gemeindename wurde 1938 auf Itatinga verkürzt.
1914 wurde eine Bahnlinie durch den Ort errichtet. Diese war eine Seitenstrecke Botucatu-Avaré der Sorocaba-Bahn (Estrada de Ferro Sorocabana). Im Jahr 1953 erfolgte ein Ausbau und die Elektrifizierung der Bahnlinie. Die Strecke war bis 1999 in Betrieb.
Im Jahr 1951 ließen sich Zisterziensermönche aus Deutschland im Ort nieder. Sie waren 1938 von den Nationalsozialisten aus dem Kloster Hardehausen vertrieben worden. Unter Leitung ihres Abts Alfons Heun erbauten sie das Kloster Maria-Himmelfahrt Hardehausen-Itatinga (Abadia de Nossa Senhora da Assunção).

## Politik
Der Ort liegt in der Administrativen Region IV Sorocaba. Er gehörte von 1989 bis 2017 zur Mesoregion Baruru und dort zur Mikroregion Avaré.
Bei der Kommunalwahl 2012 konnte sich Paulo Marcos Borges dos Santos von der Partei der Grünen (PV) mit 56,62 % der Stimmen als Stadtpräfekt für die Amtszeit 2013 bis 2016 durchsetzen. Er wurde bei der Kommunalwahl 2016 durch João Bosco Borges von den Democratas (DEM) für die Amtszeit von 2017 bis 2020 abgelöst.

## Bevölkerung
Die Einwohner der Stadt sind überwiegend europäischer Abstammung. Der größte Teil der Bevölkerung (84 %) lebt in der Kernstadt. Das Instituto Brasileiro de Geografia e Estatística (IBGE) schätzte eine neuere Einwohnerzahl für 2018 auf 20.467 Einwohner.
| Jahr | Einwohner |
| ---- | --------- |
| 1991 | 13.769    |
| 1996 | 13.791    |
| 2000 | 15.446    |
| 2007 | 17.570    |
| 2010 | 18.052    |
| 2018 | 20.467    |

## Kultur und Sehenswürdigkeiten
- Mutterkirche St. Johannes der Täufer
- Kloster Maria-Himmelfahrt
- Haus der Bildung und Kultur
- Damm des Rio Pardo bei Lôbo

## Wirtschaft und Infrastruktur
Der Ort verfügt flächendeckend über die grundlegende Infrastruktureinrichtungen wie Wasser, Kanalisation und Elektrizität. Durch den Ort verläuft die Landesstraße SP-280, die in der Nähe des Ortes die Bundesstraße BR-374 kreuzt. Im Nachbarort Avaré befindet sich der kleine Flughafen Aeroporto de Avaré-Arandu. Dieser wird jedoch nicht im Linienverkehr angeflogen.

## Persönlichkeiten, die vor Ort gewirkt haben
- Alfons Heun oCist (1898–1984)